# Young Artist Award alla miglior performance in un film - Giovane Cast
Il Young Artist Award alla miglior performance in un film - Giovane Cast (Young Artist Award for Best Performance in a Feature Film - Young Ensemble Cast) è un premio presentato annualmente dalla Young Artist Association e assegnato al miglior giovane cast che ha recitato in un film.

## Vincitori e candidati
I vincitori sono indicati in grassetto. Per ogni film viene inoltre indicato tra parentesi il titolo originale.
| Anno | Cast | Film |
| --- | --- | ---- |
| 2004 (25ª) | |      |
| Hilary Duff, Brent Kinsman, Shane Kinsman, Forrest Landis, Steven Anthony Lawrence, Liliana Mumy, Kevin Schmidt, Jacob Smith, Alyson Stoner, Blake Woodruff, Morgan York                                                                        | Una scatenata dozzina (Cheaper by the Dozen)                                                                       |      |
| Felix Archille, Shane Baumel, Jimmy Bennett, Max Burkholder, Connor Carmody, Elle Fanning, Cesar Flores, Khamani Griffin, Bridgette Ho, Hailey Noelle Johnson, Kennedy McCullogh, Alyssa Shafer, Arthur Young                                   | L'asilo dei papà (Daddy Day Care)                                                                                  |      |
| Bobby Edner, Courtney Jines, Matt O'Leary, Emily Osment, Ryan Pinkston, Daryl Sabara, Alexa Vega, Robert Vito | Missione 3D - Game Over (Spy Kids 3-D: Game Over)                                                                  |      |
| Aleisha Allen, Rebecca Brown, Kevin Alexander Clark, Miranda Cosgrove, Joey Gaydos, Caitlin Hale, Maryam Hassan, Robert Tsai | School of Rock (School of Rock)                                                                                    |      |
| 2005 (26ª) | |      |
| Freddie Highmore, Joe Prospero, Nick Roud, Luke Spill | Neverland - Un sogno per la vita (Finding Neverland)                                                               |      |
| Josh Hutcherson, Bobby Preston, Alexa Nikolas, Wayne Dalglish | Un'estate a tutto gas (Motocross Kids)                                                                             |      |
| Sara Paxton, Mika Boorem, Sean Faris, Scout Taylor-Compton, Kallie Flynn Childress, Brie Larson, Evan Peters, Hunter Parrish, Douglas Smith, Katija Pevec, Eileen April Boylan, Ryan Slattery                                                   | Sleepover (Sleepover)                                                                                              |      |
| 2006 (27ª) | |      |
| Seth Adkins, Ridge Canipe, Brandon Craggs, Jeffrey Davies, Timmy Deters, Carlos Estrada, Emmanuel Estrada, Troy Gentile, Kenneth "KC" Harris, Aman Johal, Carter Jenkins, Tyler Patrick Jones, Sammi Kane Kraft, Jeffrey Tedmori                | Bad News Bears - Che botte se incontri gli Orsi (Bad News Bears)                                                   |      |
| Brent Kinsman, Shane Kinsman, Forrest Landis, Liliana Mumy, Piper Perabo, Kevin Schmidt, Jacob Smith, Alyson Stoner, Blake Woodruff, Morgan York                                                                                                | Il ritorno della scatenata dozzina (Cheaper by the Dozen 2)                                                        |      |
| Drake Bell, Dean Collins, Miranda Cosgrove, Jennifer Habib, Jessica Habib, Miki Ishikawa, Lil' JJ, Tyler Patrick Jones, Brecken Palmer, Bridger Palmer, Danielle Panabaker, Ty Panitz, Slade Pearce, Haley Ramm, Nicholas Roget-King, Andrew Vo | I tuoi, i miei e i nostri (Your, Mine and Ours)                                                                    |      |
| 2007 (28ª) | |      |
| Luke Benward, Hallie Kate Eisenberg, Alexander Gould, Adam Hicks, Ryan Malgarini, Ty Panitz, Philip Daniel Bolden, Blake Garrett, Andrew Gillingham, Austin Rogers, Nick Krause, Stephan Bender, Alexander Agate                                | Come mangiare i vermi fritti (How to Eat Fried Worms)                                                              |      |
| Thomas Sangster, Eliza Bennett, Raphaël Coleman, Jennifer Rae Daykin, Holly Gibbs, Samuel Honywood | Nanny McPhee - Tata Matilda (Nanny McPhee)                                                                         |      |
| Ridge Canipe, Kate Emerick, Madeline Carroll, Eric Lloyd, Spencer Breslin, Liliana Mumy, Darian Bryant, Chantel Valdivieso, Ryan Heinke, Charlie Stewart                                                                                        | Santa Clause è nei guai (The Santa Clause 3: The Escape Clause)                                                    |      |
| Tyler James Williams, Dyllan Christopher, Dominique Saldaña, Gina Mantegna, Quinn Shephard, Brett Kelly | Mi sono perso il Natale (Unaccompanied Minors)                                                                     |      |
| 2008 (29ª) | |      |
| Josh Hutcherson, AnnaSophia Robb, Bailee Madison, Cameron Wakefield, Isabelle Rose Kircher, Lauren Clinton, Elliot Lawless, Carly Owen, Devon Wood, Emma Fenton, Grace Brannigan                                                                | Un ponte per Terabithia (Bridge to Terabithia)                                                                     |      |
| Spencir Bridges, Dallin Boyce, Telise Galanis, Tad D'Agostino, Talon G. Ackerman, Taggart Hurtubise, Molly Jepson, Tyger Rawlings, Zachary Allen, Sean Patrick Flaherty                                                                         | Il campeggio dei papà (Daddy Day Camp)                                                                             |      |
| Chris O'Neil, Rhiannon Leigh Wryn, Marc Musso, Megan McKinnon, Nicole Muñoz | Mimzy - Il segreto dell'universo (The Last Mimzy)                                                                  |      |
| Emma Roberts, Josh Flitter, Amy Bruckner, Kay Panabaker | Nancy Drew (Nancy Drew)                                                                                            |      |
| 2009 (30ª) | |      |
| Abigail Breslin, Madison Davenport, Austin MacDonald, Zach Mills, Willow Smith, Max Thieriot | Kit Kittredge: An American Girl                                                                                    |      |
| Georgie Henley, Skandar Keynes, William Moseley, Anna Popplewell | Le cronache di Narnia - Il principe Caspian (The Chronicles of Narnia: Prince Caspian)                             |      |
| David Dorfman, Troy Gentile, Nate Hartley | Drillbit Taylor - Bodyguard in saldo (Drillbit Taylor)                                                             |      |
| 2010 (31ª) | |      |
| Jimmy Bennett, Jake Short, Devon Gearhart, Leo Howard, Jolie Vanier, Trevor Gagnon | Il mistero della pietra magica (Shorts)                                                                            |      |
| Megan Parker, Henri Young, Regan Young, Austin Robert Butler, Carter Jenkins | Alieni in soffitta (Aliens in the Attic)                                                                           |      |
| 2011 (32ª) | |      |
| Zachary Gordon, Robert Capron, Devon Bostick, Alex Ferris, Karan Brar, Chloë Grace Moretz, Laine MacNeil, Grayson Russell | Diario di una schiappa (Diary of a Wimpy Kid)                                                                      |      |
| Georgie Henley, Skander Keynes, Will Poulter | Le cronache di Narnia - Il viaggio del veliero (The Chronicles of Narnia: The Voyage of the Dawn Treader)          |      |
| Kodi Smit-McPhee, Chloë Grace Moretz, Dylan Minnette, Jimmy "Jax" Pinchak | Blood Story (Let Me In)                                                                                            |      |
| 2012 (33ª) | |      |
| Jordana Beatty, Preston Bailey, Parris Mosteller, Garrett Ryan, Ashley Boettcher, Taylar Hender, Cameron Boyce, Jackson Odell | Judy Moody and the Not Bummer Summer                                                                               |      |
| Joel Courtney, Elle Fanning, Ryan Lee, Zack Mills, Riley Griffiths, Gabriel Basso, Britt Flatmo | Super 8 (Super 8)                                                                                                  |      |
| 2013 (34ª) | |      |
| Zachary Gordon, Robert Capron, Peyton List, Karan Brar, Laine MacNeil, Connor & Owen Fielding, Devon Bostick, Grayson Russell | Diario di una schiappa - Vita da cani (Diary of a Wimpy Kid: Dog Days)                                             |      |
| Bailee Madison, Joshua Rush, Kyle Harrison Breitkopf | Parental Guidance (Parental Guidance)                                                                              |      |
| 2014 (35ª) | |      |
| Premio non assegnato | |      |
| 2015 (36ª) | |      |
| Braxton Beckham, Emma Fuhrmann, Alyvia Alyn Lind, Kyle Red Silverstein, Bella Thorne | Insieme per forza (Blended)                                                                                        |      |
| Kerris Dorsey, Dylan Minnette, Ed Oxenbould | Una fantastica e incredibile giornata da dimenticare (Alexander and the Terrible, Horrible, No Good, Very Bad Day) |      |